# Witkruingors
De witkruingors (Zonotrichia leucophrys) is een zangvogel uit de familie Emberizidae (gorzen).

## Verspreiding en leefgebied
Deze soort telt 5 ondersoorten:
- Z. l. gambelii: Alaska en westelijk Canada.
- Z. l. nuttalli: het westelijke deel van Centraal-Californië.
- Z. l. pugetensis: zuidwestelijk Canada en de noordwestelijke Verenigde Staten.
- Z. l. oriantha: inlands zuidwestelijk Canada en de westelijke Verenigde Staten.
- Z. l. leucophrys: centraal en oostelijk Canada.